# Batalla de Noirmoutier (1794)
La batalla de Noirmoutier fou un enfrontament molt important dintre la revolta de la Vendée, entre els vendesos que s'oposa als republicans, el 3 de gener de 1794 pel control de l'illa de Noirmoutier.

## Ubicació de l'illa de Noirmoutier
Situada a la badia de Bourgneuf i lligada a la terra ferma pel Passage du Gois, l'illa va ser ocupada el 12 d'octubre de 1793 per les tropes de Vendée del general Charette. Aquesta decisió va alarmar immediatament el Comitè de Seguretat Pública, que temia una intervenció dels britànics a favor dels reialistes. No obstant això, Charette no va intentar fins al desembre enviar una goleta a Gran Bretanya per contactar amb el govern de Londres i no rebrà cap resposta durant uns quants mesos.
Els republicans desembarquen a l'illa de Noirmoutier el 3 de gener de 1794 al matí i s'apoderen de tota la seva part meridional després de lluitar a la punta del Fosse i al poble de Barbâtre. Després caminen tota la tarda fins a la ciutat de Noirmoutier, on reben la capitulació dels vendéans que deixen les armes contra la promesa de salvar la vida.
Acceptada pel general Haxo, la capitulació no va ser respectada pels representants de la missió Prior del Marne, Turreau i Bourbotte, que van afusellar en pocs dies entre 1.200 i 1.500 presoners, inclòs Maurice D'Elbée, l'antic generalíssim del catòlic i Reial Exèrcit.
La represa de Noirmoutier va seguir uns dies la batalla de Savenay, que va veure la destrucció de les forces de la Vendée dedicades al Gir de galerna. Després d'aquestes dues victòries, considerades decisives, els comandants republicans creuen que la revolta de La Vendée està a punt d'acabar. Els Vendéans ja no controlaven cap territori i les darreres bandes insurgents només comptaven amb uns quants centenars o uns quants milers d'homes, caçats al bosc i al camp. A mitjan gener, el general Turreau va llançar les seves "columnes infernals" amb la intenció de donar l'últim cop a la insurrecció de la Vendée.

## Context

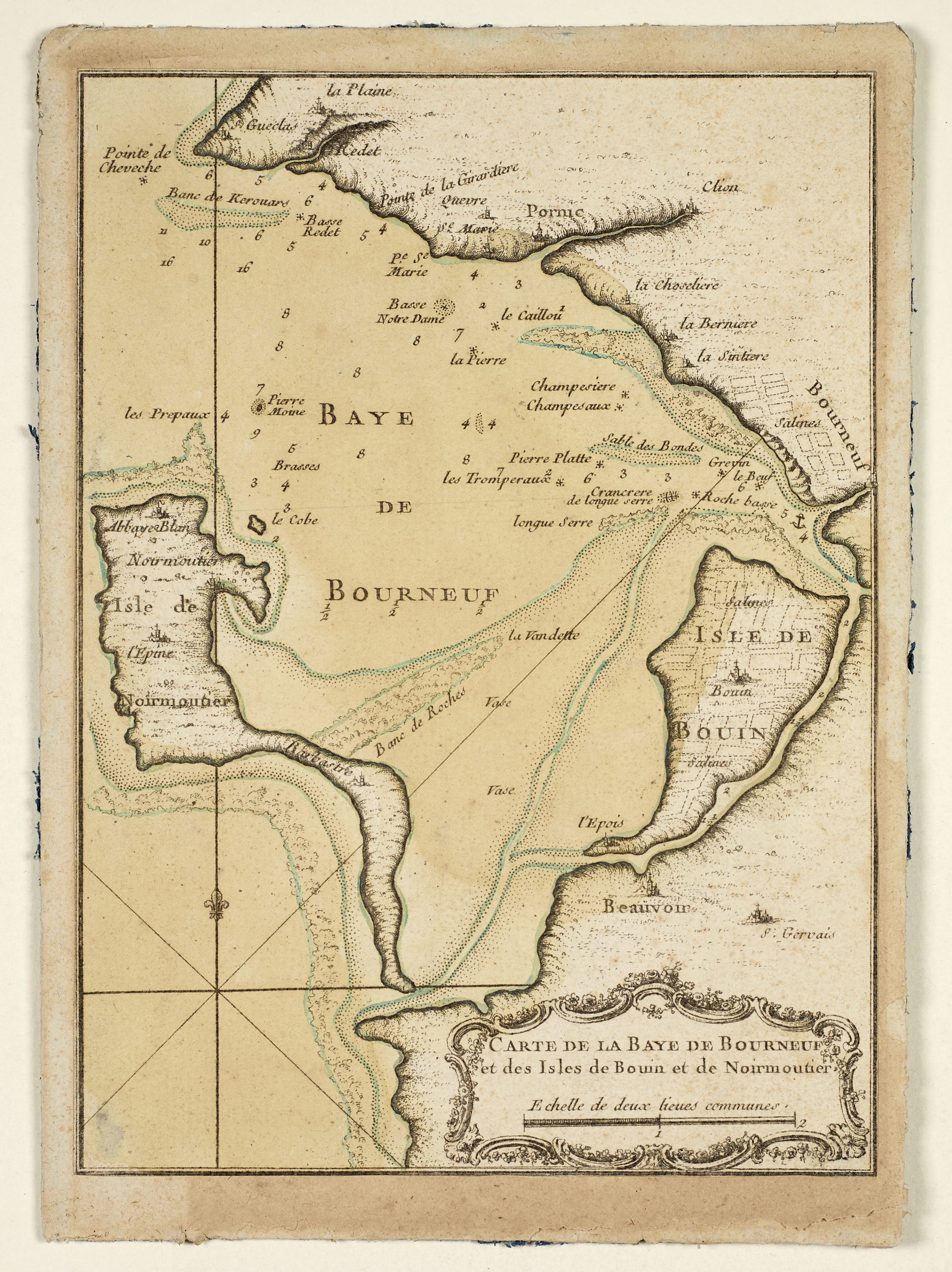
Mapa de la badia de Bourgneuf i les illes de Noirmoutier i Bouin, 1764, Museu de Bretanya.

Captura de Noirmoutier pels Vendéans

L'illa de Noirmoutier va canviar de mans diverses vegades durant la guerra de Vendée. Situat a la badia de Bourgneuf, no gaire lluny de l'illa de Bouin, és accessible des de la terra pel pas de Gois, una calçada submergible de 5 quilòmetres transitable a peu durant les marees baixes, que connecta l'illa amb el continent pel port de La Cronière, a la ciutat de Beauvoir-sur-Mer. Noirmoutier es divideix en dues parròquies: al nord la ciutat de Noirmoutier-en-l'Île, també anomenada Saint-Philbert de Noirmoutier, poblada per 3.675 habitants el 1791 i al sud la ciutat de Barbâtre, poblada per 2.221 habitants el 1791 El nord de l'illa, des de La Guérinière fins a l'Herbaudière, està format per salines. El sud, des de La Guérinière fins a la punta de la Fosse, està cobert de sorres, terres cultivables i vinyes.
Noirmoutier va caure per primera vegada al poder dels insurrectes el 19 de març de 1793, quan els hortolans dirigits per Joseph Guerry de La Fortinière van creuar el Gois i van ocupar l'illa sense trobar resistències. No obstant això, a l'abril, els republicans reprenen les ciutats de Challans i Machecoul i arriben als afores de l'illa. Després d'una convocatòria del general Beysser i el desembarcament de 200 homes del vaixell Le Superbe, de l'esquadró del contraalmirall Villaret de Joyeuse, els habitants de Noirmoutier van presentar la seva submissió el 29 d'abril. Els líders insurgents René Augustin Guerry i Rorthais des Chataigners van ser arrestats i enviats a Nantes, però Guerry de la Fortinière, Tinguy i el cavaller de Régnier van aconseguir escapar.
Articles principals: Batalla de Noirmoutier (30 de setembre de 1793), Batalla de Noirmoutier (12 d'octubre de 1793) i Massacre de Bouin.

No obstant això, al juny, els vendeans van reprendre Challans i Machecoul i van poder amenaçar una vegada més a Noirmoutier. Després d'un primer intent fallit el 30 de setembre, l'exèrcit del general Charette, ajudat per habitants del poble de Barbâtre, es va apoderar de l'illa el 12 d'octubre. La feble guarnició republicana va oferir poca resistència i va capitular. Charette va formar una administració reialista a Noirmoutier i hi va deixar part de les seves tropes abans de marxar després de tres dies. Els presoners republicans van ser enviats a Bouin, on el líder local, François Pajot, va matar diversos centenars el 17 i 18 d'octubre.
Ofensiva republicana contra Charette

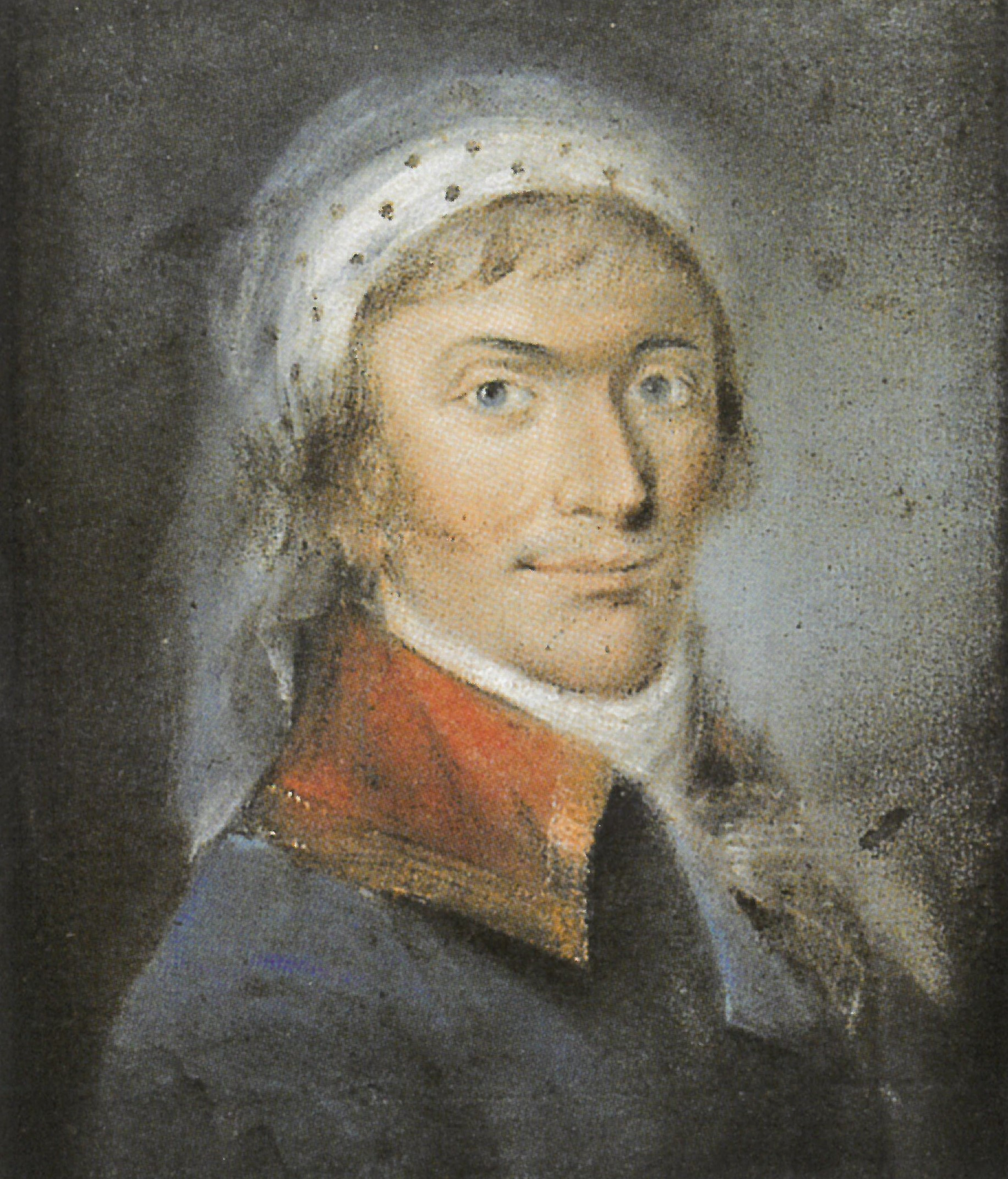
Retrat de François Athanase Charette de La Contrie, pastel anònim, entre 1793 i 1796.

L'octubre de 1793, la situació militar a la Vendée va ser d'avantatge dels republicans. L'exèrcit d'Occident va concentrar els seus esforços en l'exèrcit d'Anjou i Haut-Poitou, comandat pel generalíssim Maurice D'Elbée, que va ser derrotat el 17 d'octubre a la Segona Batalla de Cholet. Comença llavors el "Gir de galerna": la major part de les forces reialistes i les forces republicanes van al nord del Loira i xoquen fins al desembre al Maine, Bretanya i Normandia. Malgrat diverses crides d'ajuda enviades per d'Elbée, Charette i els altres caps del Pays de Retz i del Bas-Poitou van romandre al marge d'aquests esdeveniments.
Tanmateix, a París, la notícia de la presa de l'illa de Noirmoutier va despertar la preocupació del Comitè de Seguretat Pública, que temia que permetés als Vendéans rebre ajuda dels britànics. El 18 d'octubre, el consell executiu va rebre un decret signat per Barère, Prieur de la Côte d'Or, Collot d'Herbois, Billaud-Varenne, Robespierre i l'Hérault de Séchelles que li ordenava "prendre totes les mesures necessàries per atacar l'illa de Noirmoutier tan aviat com sigui possible, expulsar els bandolers i assegurar-ne la possessió per a la República". El 21 d'octubre, el Comitè de Seguretat Pública va ordenar als representants de la missió Prieur de la Marne i Jeanbon Saint-André que "reprenguessin l'illa o l'engolissin al mar".
Articles principals: Batalla de Port-Saint-Père (21-26 de novembre de 1793), Batalla de Sainte-Pazanne i Batalla de La Garnache.

El 2 de novembre de 1793, el Consell de Guerra de l'Exèrcit d'Occident va ordenar al general de brigada Nicolas Haxo que constituís un cos de 5.000 a 6.000 homes per recuperar l'illa de Noirmoutier. Se li va ordenar atacar i vèncer Charette "allà on el pogués trobar perseguint-lo fins i tot a Noirmoutier". Haxo planeja la seva ofensiva i deixa Nantes el 21 i 22 de novembre amb dues columnes comandades per ell mateix i pel seu segon adjunt general Nicolas Louis Jordy. Al mateix temps, es va iniciar una altra columna comandada pel general Dutruy i el tinent coronel Aubertin des de Les Sables-d'Olonne. Els dies següents, Haxo i Jordy es van apoderar de Port-Saint-Père, Sainte-Pazanne, Bourgneuf-en-Retz, Machecoul i Legé, mentre que Dutruy i Aubertin es van fer amos de La Roche-sur-Yon, d'Aizenay, Poiré-sur-Vie, Palluau i Challans3, Batut per Aubertin a La Garnache el 27 de novembre, Charette intenta refugiar-se a Noirmoutier, però troba el pas de Gois impracticable a causa de la marea alta i es veu obligat a tancar-se a l'illa de Bouin, on es ben aviat es troba encerclat.

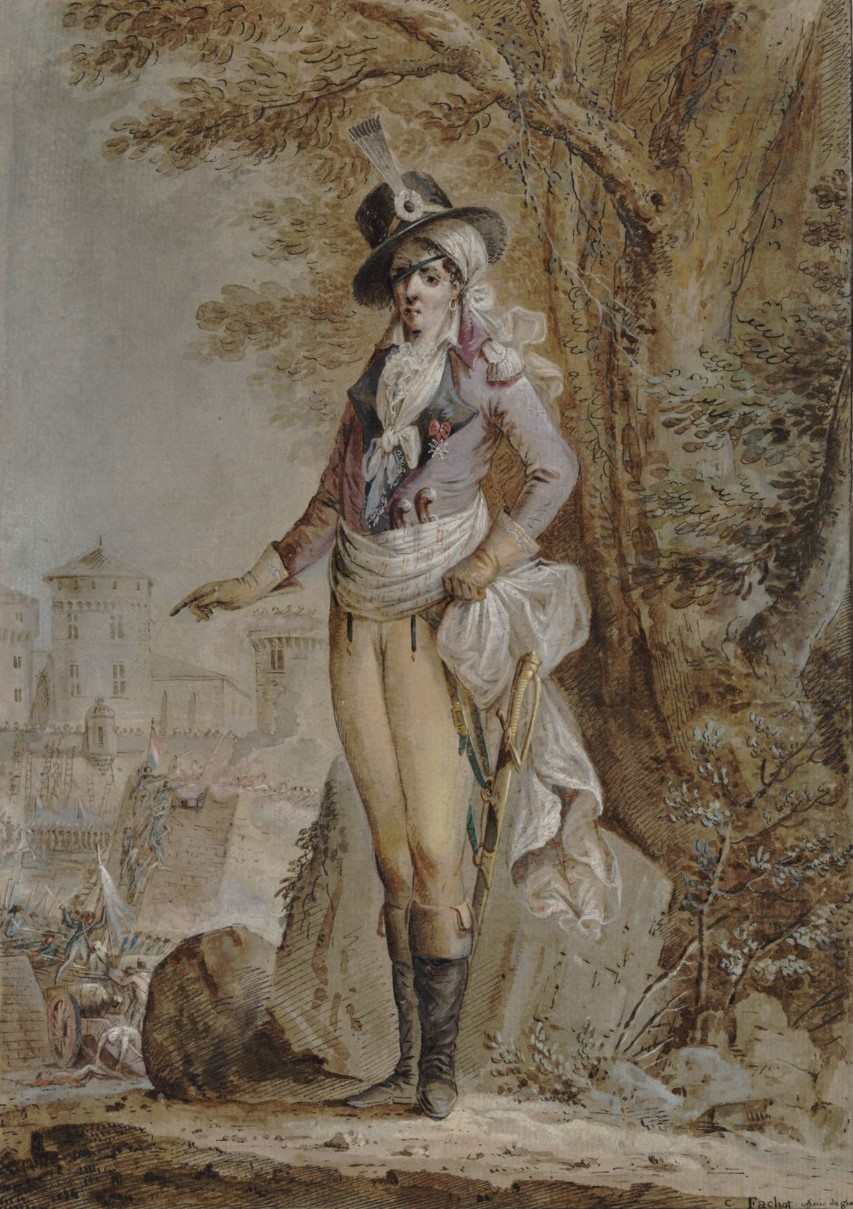
D'Elbée: un dels principals líders de l'exèrcit reial i catòlic dels bandolers de Vendée, pres i afusellat després de la presa de l'illa de Noirmoutier. Traït de la vida al consell de guerra durant el seu interrogatori, el 14 Nivôse any II pel ciutadà Fachot, oficial de l'Estat Major i capità d'enginyers, 1794, Biblioteca Nacional de França.

El 4 de desembre, Charette es va embarcar cap a l'illa de Noirmoutier. Confia la missió al seu ajudant de camp, Joseph Hervouët de La Robrie, per anar a Anglaterra a demanar ajuda. La Robrie s'embarca en una goleta de 60 tones, Le Dauphin, comandada per Louis François Lefebvre. Però a causa dels vents desfavorables o de la presència de vaixells republicans, només va poder navegar la nit del 23 al 24 de desembre.{A 1.}
Article principal: Batalla de Bouin.

El 5 de desembre, Charette va tornar a Bouin. El dia 6, les columnes de Jordy i Aubertin van llançar l'assalt a l'illa. En poques hores, els republicans van obrir les defenses de la Vendée i van alliberar diversos centenars de presos patriotes. Charette només pot fugir de l'aniquilament fugint a través dels pantans amb alguns dels seus homes.
Articles detallats: Batalla de Legé (7 de desembre de 1793) i Batalla dels quatre camins de l'oca (1793).

Després es va unir a les forces de Jean-Baptiste Joly i Jean Savin, amb el qual va atacar sense èxit la ciutat de Legé el 8 de desembre, però va aixafar la guarnició del camp de L'Oie l'11. El 12 de desembre, a Les Herbiers, Charette va ser elegida general en cap de "l'Exèrcit Catòlic i Reial de Bas-Poitou". Aleshores decideix anar a Anjou i Haut-Poitou per revifar-hi la insurrecció. En pocs dies, travessa així Le Boupère, Pouzauges, Cerizay i Châtillon, i després arriba a Maulévrier.
Durant aquest temps, les forces de la Vendée compromeses amb el Gir de Galerna es van apropar al Loira amb la intenció de recuperar la Vendée. El 3 i 4 de desembre van atacar Angers, sense èxit. El dia 16, mil vendéans dirigits pel generalíssim Henri de La Rochejaquelein, el successor de Maurice d'Elbée, van utilitzar vaixells per travessar el riu a Ancenis, però l'arribada de canons republicans va impedir que la resta del l'exèrcit creués el país. Aquests esdeveniments obliguen Haxo a suspendre l'atac a Noirmoutier i a afluixar la presa al voltant de Charette. Envia reforços contra La Rochejaquelein i pot llançar a la recerca de Charette només 2.400 homes comandats per l'ajudant-general Dufour.
No obstant això, l'expedició de Charette va resultar sense resultat perquè amb el retorn d'Henri de La Rochejaquelein, les regions insurgents d'Anjou i Haut-Poitou van tornar a estar sota la seva autoritat. Després de retrober-se amb La Rochejaquelein a Maulévrier el 22 de desembre, Charette gira i torna a Les Herbiers.

## Preludi

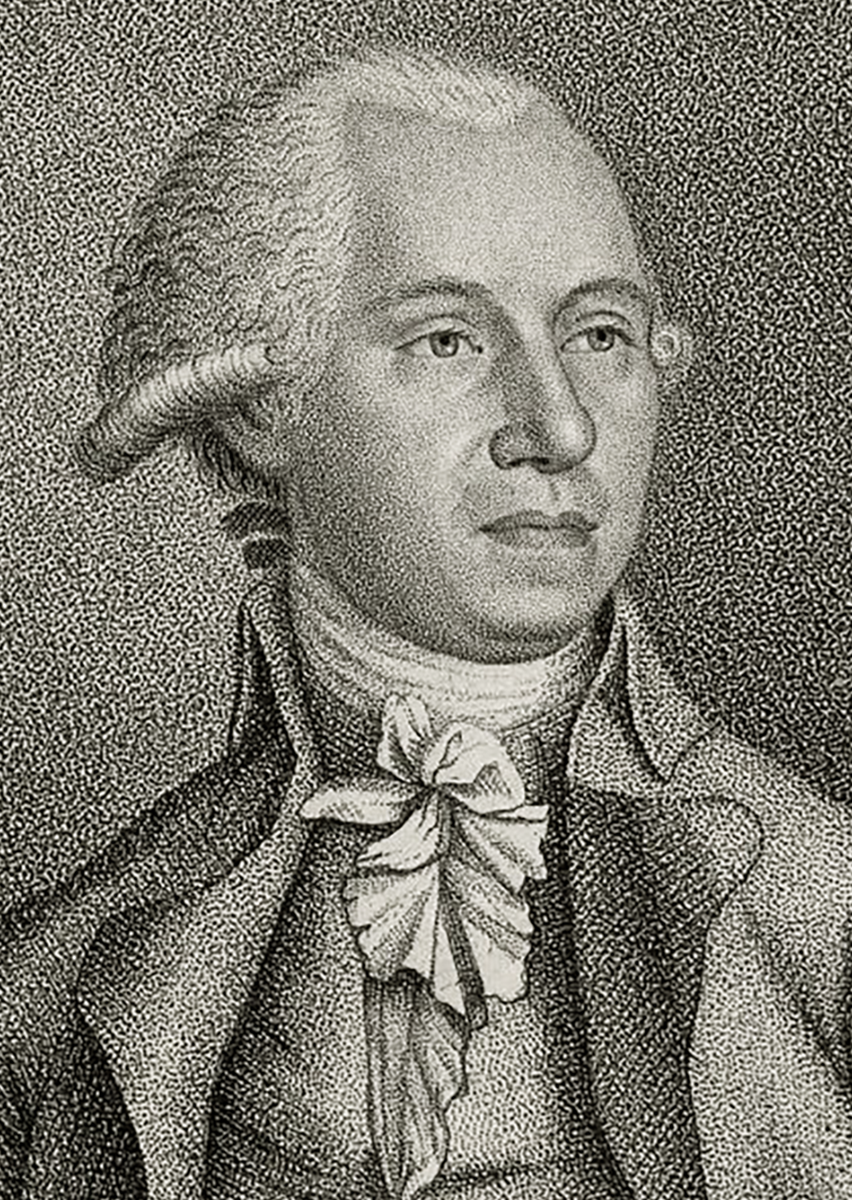
Pierre-Louis Prieur, conegut com prior del Marne, gravat per Jean-Baptiste Vérité, 1790.

El 29 de desembre de 1793, el general Louis-Marie Turreau va arribar a Nantes per prendre el comandament de l'Exèrcit d'Occident. Sis dies abans, l'exèrcit de Vendée va passar al nord del Loira i va ser destruït a la batalla de Savenay. Turreau dona l'ordre a Haxo de llançar l'atac contra l'illa de Noirmoutier.
Des de finals de desembre, els intercanvis de foc es van oposar als vaixells republicans i a les bateries costaneres de la Vendée. El 29 de desembre van ser tocades tres fragates. El 30 de desembre va tenir lloc una canonada a prop del Bois de la Chaize. La Nymphe, una fragata de 26 canons comandada pel tinent Pitot, la corbeta Le Fabius i la canonera L'Île-Dieu participen en combat al començament de la tarda, però l'assumpte resulta malament per als republicans. Els Vendeans van disparar amb bales vermelles i una d'elles va colpejar el pal de mizzen del Fabius. La Nymphe, amb els representants de la missió Prieur de la Marne, Turreau i Guermeur, va rebre set bales de canó arran la superfície de l'aigua i va encallar després de tres hores de canonades. La verga de la vela principal esta trencada, i la tripulació compta dos morts i de dos a cinc ferits.{A 2}.
El 31 de desembre, els moviments de barcasses entre Bouin i Barbâtre van alertar els assetjats que esperaven un atac imminent. Al final de desembre, els Vendéans van fortificar les diverses bateries d'artilleria repartides per l'illa. Hyacinthe Hervouët de La Robrie desenvolupa amb Dubois de La Guignardière un sistema de focs per advertir la ciutat de Noirmoutier en cas d'atac. El paviment de pedra i les balises del passatge del Gois van ser destruïdes. També es va enviar un missatger a Charette per demanar ajuda.{A 3.}

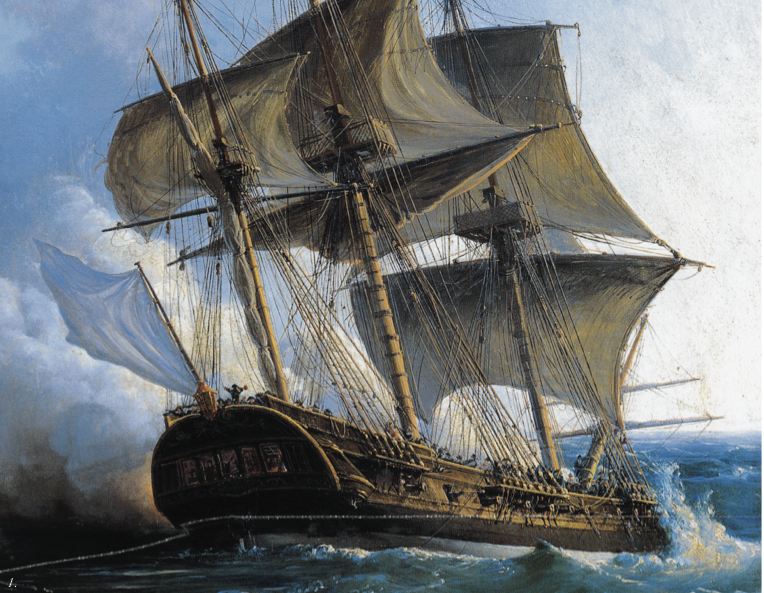
La fragata La Nymphe. Detall del combat de les fragates franceses La Nymphe et L'Amphitrite contra el vaixell anglès L'Argo (11 de febrer de 1783), oli sobre tela de Pierre-Julien Gilbert, 1837, Musée de l'Histoire de France, Versalles.

Articles principals: Batalla de Machecoul (31 de desembre de 1793) i Batalla de Machecoul (1794).

El 31 de desembre, les tropes de l'ajudant-general Carpantier van deixar Machecoul i es van traslladar a Challans per assegurar la rereguarda del general Haxo durant l'atac a Noirmoutier. Però el mateix dia, Charette va assaltar Machecoul, on només quedaven de 200 a 300 homes. Informat, Haxo proposa endarrerir l'expedició, però Turreau si nega i dona l'ordre de continuar. El 2 de gener de 1794, mil homes comandats per Carpantier van recuperar Machecoul i van foragitar la tropa de Charette. Aquest últim va intentar un contraatac l'endemà, però va ser rebutjat i va tornar a replegar-se sobre La Copechagnière.

## Forces implicades
Exèrcit republicà

Els republicans van mobilitzar 5.000 homes en l'operació, però només 3.000 a 3.200 van participar en els combats sobre l'illa. La Gazette de France del 22 Nivôse Any II (11 de gener de 1794) dona la força precisa de 3.112 homes, formats per 322 homes d'un batalló de voluntaris de Meurthe, 460 homes del 109è regiment d'infanteria, 400 homes de l'11è batalló de la formació d'Orléans, 200 homes d'un destacament de Bec d'Ambès, 68 homes d'un destacament de Charente, 46 homes d'un destacament d'Ille-i-Vilaine, 60 homes d'un destacament del 77è regiment d'infanteria, 420 homes de el 57è regiment d'infanteria, reunits 146 homes de granaders, 201 homes d'un batalló de granaders d'Ardèche, 100 homes d'un batalló de Marne, 153 infants de Loire-Inférieure, Deux-Sèvres, Challans, Beaulieu i Apremont, 386 homes de el 39è regiment d'infanteria i 150 homes del 3r batalló de voluntaris de Lot-i-Garona.

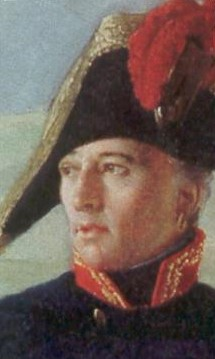
General Louis-Marie Turreau, oli sobre tela de Louis Hersent, 1800, Musée Carnavalet, París.

L'ajudant general Jordy, al capdavant de 1.500 homes transportats per 19 barcasses, lidera la primera onada d’assalt. Al seu "Resum històric", indica que la seva tropa està formada pel 3r batalló de voluntaris dels Vosges, el 10è batalló de voluntaris la Meurthe, el 38è, el 57è i un destacament del 109è regiment d'infanteria, així com «una companyia d'artilleria a peu, que no hi participa, però que ha d'utilitzar les que es portaran a Noirmoutier. El general Haxo, amb 700 a 900 homes, i nou barcasses, està al capdavant de la segona onada d'assalt al port de Cronière, a Beauvoir-sur-Mer. Una tercera força, formada per set barcasses, s'ha de desplaçar cap al nord de l'illa per tal de crear una distracsió. Una columna també està en reserva sota les ordres del tinent coronel Aubertin. A les seves memòries, aquest darrer indica que la seva columna està formada per 455 homes del 11è batalló de la formació d’Orleans, destacaments dels regiments d’infanteria 109 i 110, a més d’uns quants altres cossos, granaders Mayençais i artillers d'un batalló de voluntaris del Baix Rin.
Les operacions van ser supervisades pel general Louis-Marie Turreau, comandant en cap de l'exèrcit d'Occident, que va arribar a Beauvoir-sur-Mer l'1 de gener i per tres representants en missió: prior del Marne, també membre del Comitè de Seguretat Pública, Louis Turreau, cosí del general en cap, i Pierre Bourbotte.
Exèrcit de La Vendée

Segons els reialistes Lucas de La Championnière i Le Bouvier-Desmortiers, la guarnició de la Vendée deixada per Charette per defensar l'illa de Noirmoutier és de 1.500 homes, 1.800 per al general Turreau memòries de l'administrador militar. Aquests nombres són assumits per diversos historiadors: Jean-Joël Brégeon i Gérard Guicheteau en conserven 1.500, Yves Gras i Jean Tabeur 1.800, Émile Gabory i Lional Dumarcet 2.000. Aquesta guarnició està sota les ordres d'Alexandre Pineau du Pavillon, René de Tinguy és governador de l'illa, Benjamin Dubois de La Guignardière, antic capità de la guàrdia nacional de Soullans, és comandant de la capital, Louis Vasselot de Reigner és comandant del castell i Bernard Massip és el segon al comandament de la guarnició. Hyacinthe Hervouët de La Robrie mana 500 homes a Barbâtre. Altres caps són Louis Savin, Jean Jodet, Pierre Gouin, Gazette de La Limousinière, Joseph Béthuis, Loizeau, Barraud pare i fill de La Garnache i els capitans de la parròquia Barraud de Saint-Hilaire-de-Riez i Barraud du Perrier.
Maurice d'Elbée, antic generalíssim de l'exèrcit reial i catòlic, també és present a Noirmoutier després d'haver-hi trobat refugi el 2 o 3 de novembre a causa de les greus ferides que va rebre a la batalla de Cholet. Aleshores l'acompanya la seva dona, Marguerite-Charlotte Duhoux d'Hauterive; el seu cunyat, Pierre Duhoux d'Hauterive; i el seu amic Pierre Prosper Gouffier de Boisy. Poc se sap sobre el lloc del seu asil. Segons el seu nebot, Charles-Maurice d'Elbée, i la marquesa de Bonchamps, va ser allotjat a l'hotel Jacobsen, aleshores a casa de Madame Mourain. Segons François Piet, residia en una casa anomenada La Maduère.

## Procediment
Fonts

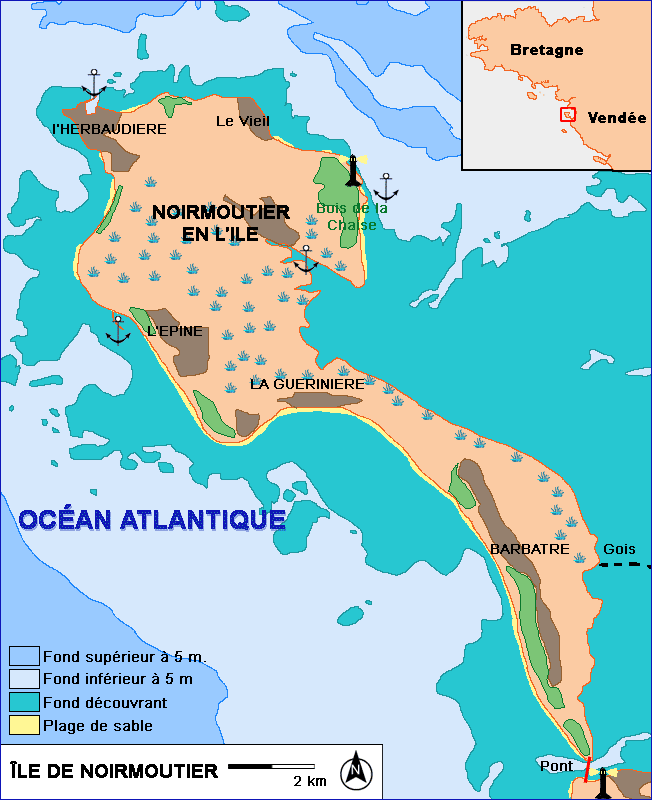
Mapa de l'illa de Noirmoutier.

El curs dels esdeveniments és conegut per diverses fonts republicanes. L'ajudant-general Jordy envia un informe al ministre de la guerra/0 i després escriu un relat més detallat al seu «Resum històric de les meves accions civils i militars, de Jordy». Els fets també s'esmenten a les memòries del general Turreau, de l'ajudant-general Aubertin i en aquelles, anònimes, d’un "administrador militar". També deixen testimonis dos soldats republicans: André Amblard, voluntari de Mayençais, autor d’un llibre de registre i Auguste Dalicel, brigadista del 3r batalló de voluntaris de Lot-i-Garona, que informa dels combats en una carta al seu oncle. Tots dos participen al desembarcament, sota les ordres de Jordy. El relat més detallat el dona el capità, François Piet, aleshores de 19 anys, nascut a Montmédy, ajudant de camp del general Dutruy, que va escriure les seves "Memòries deixades al meu fill" el 1806. Durant la batalla, va lluitar a la columna del general Haxo. Nomenat comissari de guerra a Noirmoutier el 1795, es va establir a l'illa on va exercir de notari sota l'Imperi i la Restauració, abans de convertir-se en jutge de pau sota la monarquia de juliol. Les seves memòries van ser publicades pel seu fill, Jules Piet, el 1863.
Desembarcament a la punta del Fosse

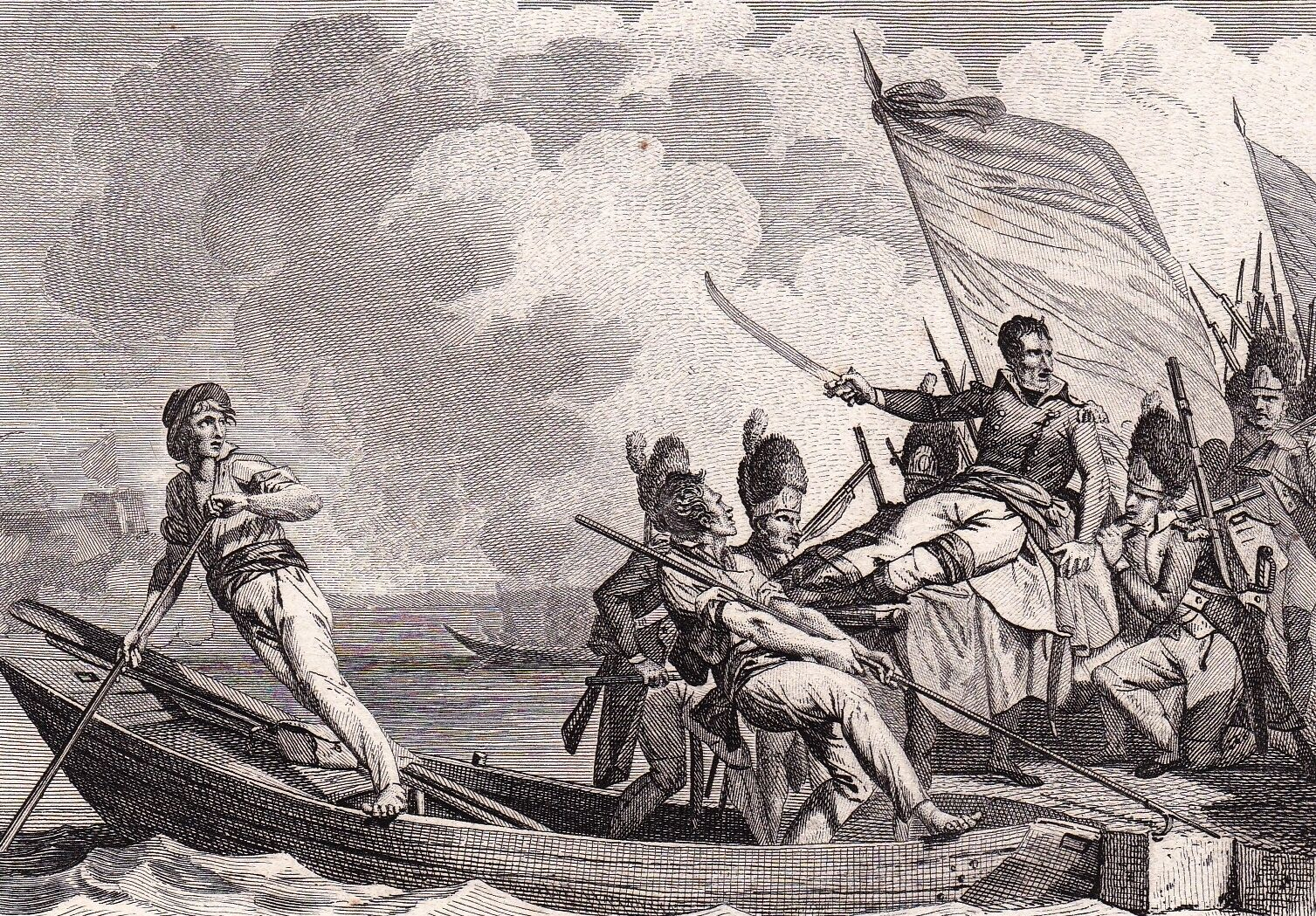
Nicolas Louis Jordy a la batalla de Noirmoutier, gravat anònim, 1825.

El 2 de gener, Jordy va fer embarcar els seus soldats a les barcasses a La Barre-de-Monts i L'Époids, entre Bouin i Beauvoir-sur-Mer.{A 4}. A mitjanit, la flotilla va salpar. El lloc escollit per al desembarcament es troba entre la Pointe de la Fosse, a l'extrem sud de l'illa, i el Passage du Gois.
Mentre una petita part de les barcasses navegaven cap a La Chaise i el port de Noirmoutier per crear una distracció, Jordy es va dirigir cap a La Fosse. Tot i la nit, els Vendéans van veure els vaixells republicans i cap a les 5 o les 6 del matí van obrir foc els onze canons de la bateria d'artilleria de La Fosse. Aproximadament a mitja llegua al nord del final del punt, Jordy col·loca les seves barcasses en una línia, cap a la costa: els del centre responen al foc dels vendeans per fixar la seva atenció, mentre els de les ales comencen a desembarcar tropes. Un coet dona el senyal. Els republicans que no tenien bots de rem, la marea era baixa i el mar era poc profund, els infants van saltar directament a l'aigua. Per tal d'evitar foc fratricida, se'ls va ordenar que lluitessin només amb baionetes. Diverses barcasses van encallar a la platja durant l'operació. Jordy va patir una lesió a la cuixa i a les cames abans de poder abandonar el seu vaixell. Guanya la costa, portat per granaders que fan una llitera improvisada amb les seves armes. No obstant això, la seva maniobra va tenir èxit i els vendeans es van retirar per no trobar-se embolicats. A les 7 del matí, totes les seves tropes van desembarcar. La bateria del Fosse es pren per la part posterior i els artillers republicans s'apoderen de les armes. En la seva carta, el brigadier Dalicel escriu: “Vam disparar fins a les vuit. Mentre baixàvem, la nostra gent va caure com caputxins de cartes. Un cop érem cinc o sis-cents a l'illa, causàvem carnisseria a tot. Al costat per on hem fet la baixada, hem omplert una marjal amb els morts; bé podrien ser-ne 900, més de nosaltres que dels seus”.
Combats a Barbâtre

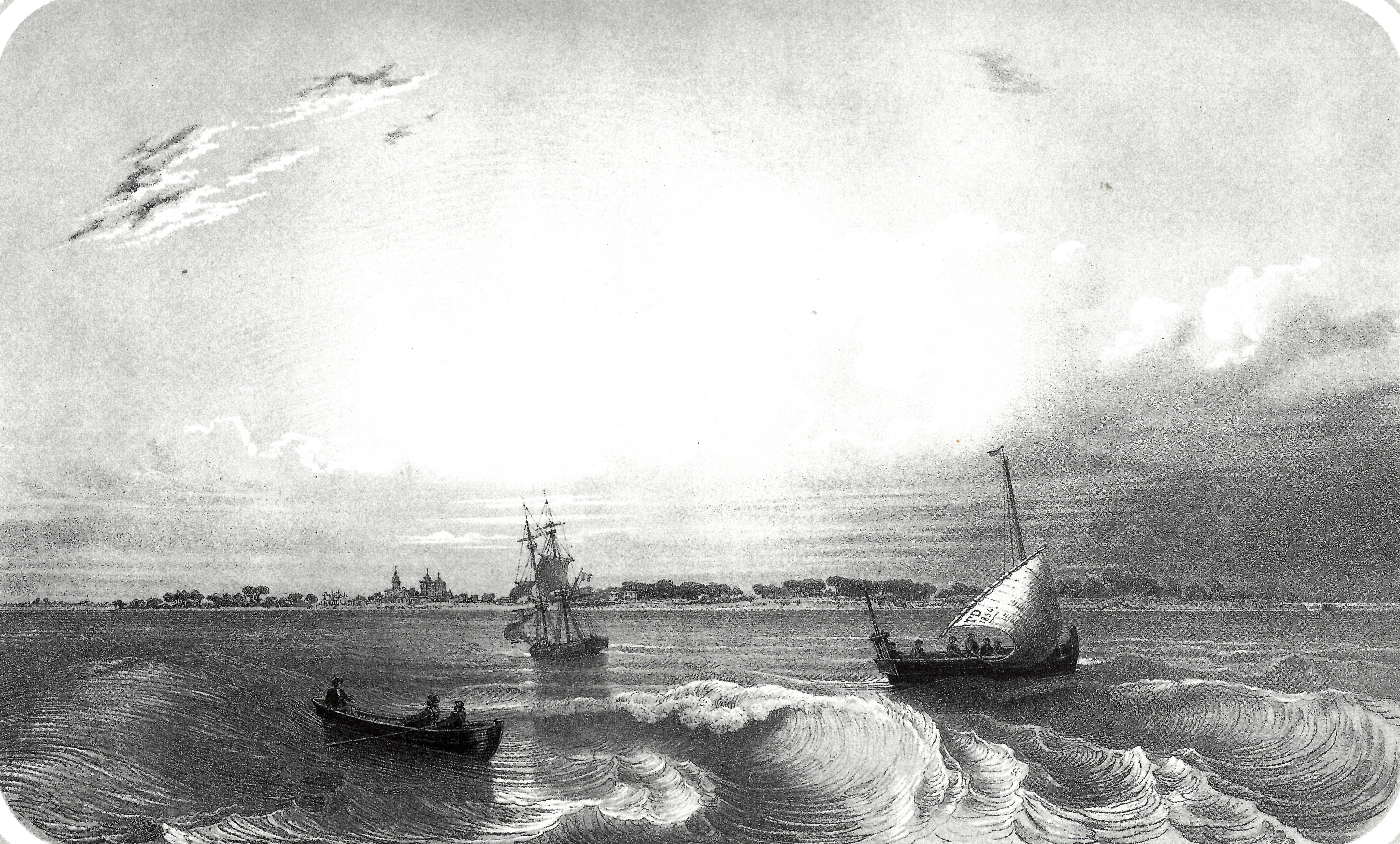
Vista de Noirmoutier, gravat per Thomas Drake, vers 1850.

Els republicans van marxar al poble de Barbâtre, detingut per les forces d'Hyacinthe de La Robrie amb una bateria de quatre canons de 36 lliures, i se'n van apoderar després d'una batalla d'una hora. Tots els homes que es troben a Barbâtre són massacrats. Segons les memòries de François Piet: "les persones pacífiques, pares de famílies, vells que havien quedat a les seves cases, moliners que no havien volgut deixar els seus molins, es van convertir en les víctimes de la fúria del soldat".{A 5}
Per la seva banda, el general Haxo comença a creuar el passatge del Gois cap a les nou del matí, a l'alba, seguit de la columna d'Aubertin. Malgrat la marea baixa, els soldats es trobaven l'aigua fins als genolls i la travessia va ser lenta. Cap al migdia o la una de la tarda, Haxo arriba a Barbâtre, on fa unió amb Jordy, les tropes de la qual estan en repòs. Poc abans de renunciar al seu comandament, Jordy és greument ferit per un biscaí, que enfonsa el seu parietal esquerre.
Capitulació dels vendeans

Després d'unir forces amb Jordy, Haxo, ara al capdavant de 3.000 homes, marxa a la ciutat de Noirmoutier, al nord de l'illa. A prop de La Guérinière, a la part més estreta de l'illa, va trobar un atrinxerament amb artilleria. Tot i això, els republicans van aprofitar la marea baixa per passar-la per la dreta i per l'esquerra i els vendeans es van retirar sense haver tirat ni una sola canonada. Les tropes de Haxo avancen llavors als afores de la ciutat sense trobar resistència.
A les tres de la tarda, dos o tres genets de Vendée es van presentar al pont de Corbe per presentar una oferta de rendició a canvi de salvar la vida per a tota la guarnició. El general Haxo va donar la benvinguda a l'oferta, però els representants de la missió Prieur de la Marne, Turreau i Bourbotte van expressar la seva oposició. No obstant això, per insistència de Haxo, els representants ho van deixar.{A 6.}
El governador Tinguy, de caràcter conciliador, sembla creure en el respecte de la paraula donada. Si bé alguns líders, com Hyacinthe de La Robrie i Benjamin Dubois de La Guignardière, són de l'opinió de lluitar fins al final, la gran majoria dels defensors prefereixen rendir-se. Els republicans entren a la ciutat sense trobar resistència.{A 7]. Els Vendeans es reuneixen a la plaça i llancen les seves armes a piles.
El generalíssim Maurice d'Elbée és ràpidament descobert i fet presoner.Dumarcet 1998, p. 309. Dubois de La Guignardière és ferit i capturat.Dumarcet 1998, p. 309. Segons Piet, el seu amagatall és denunciat per Foré, un artiller republicà la vida de la qual havia salvat durant la presa de l'illa per Charette. Només un cap, Hyacinthe de La Robrie, amb prou feines aconsegueix escapar i abandonar l'illa després de romandre amagat diversos dies als pantans de l'Espina.Dumarcet 1998, p. 309.

## Pèrdues
Des del vespre del 3 de gener, els representants de la missió Prieur de la Marne, Turreau i Bourbotte afirmen en una carta dirigida a la Convenció Nacional que l'expedició només va costar a la República dos homes morts i deu a dotze ferits, inclòs "El valent Jordy" El general Turreau també només esmenta en el seu informe al ministre de guerra la pèrdua de "deu homes, la majoria dels quals només són ferits" i a les seves memòries de "deu o dotze homes i alguns ferits". Jordy, en canvi, estableix les pèrdues republicanes de 130 morts i 200 ferits en el seu informe al ministre de guerra. El mateix Jordy va resultar ferit greu i va haver de patir una trepanació. L'endemà de la batalla, va ser ascendit al rang de general de brigada, mentre que Aubertin va ser elevat al rang de general adjunt.
Per la banda de la Vendée, el nombre de combatents morts en combat va ser portat a 400 pel general Turreau, a 500 pels representants del Prieur de la Marne, Turreau i Bourbotte, de manera que pel «administrador militar», i fins al 600 pel representant Guermeur. El nombre de presos és de 600 segons François Piet, de 600 a 700 inicialment, i 1.200 en total, segons l'ajudant general Aubertin, de 1.000 segons al general Turreau de 1.100 segons Dalicel, de 1.000 a 1.200 segons el representant Guermeur, de 1.200 segons els representants Prieur, Turreau i Bourbotte, 1.500 segons "Administrador militar", 2.000 segons el Comitè Revolucionari de la "Illa de les Muntanyes" i 3.000 segons el voluntari Amblard. Turreau i Bourbotte, però, van anunciar el 8 de gener que es van prendre 300 "bandolers" més després de cops i excavacions dutes a terme al bosc i passatges subterranis. Per a l'historiador Alain Gérard, les estimacions d'entre 1.100 i 1.200 presoners semblen les més probables. El 1975, en la seva tesi sobre història del dret, Les Comissions de Noirmoutier. De gener de 1794 a agost de 1794, Jean-Louis Pellet recomana un abast de 1.200 a 1.500 presoners afusellats.
Els republicans també es van apoderar de 19 canons i 11 tarteres segons el general Turreau. Prieur, Turreau i Bourbotte informen de la captura d'uns 50 canons i de 700 a 800 armes, Guermeur de 52 canons i 800 armes i Jordy de 80 grans peces d'artilleria i 23 mitjanes i petites.

## Execucions de presos

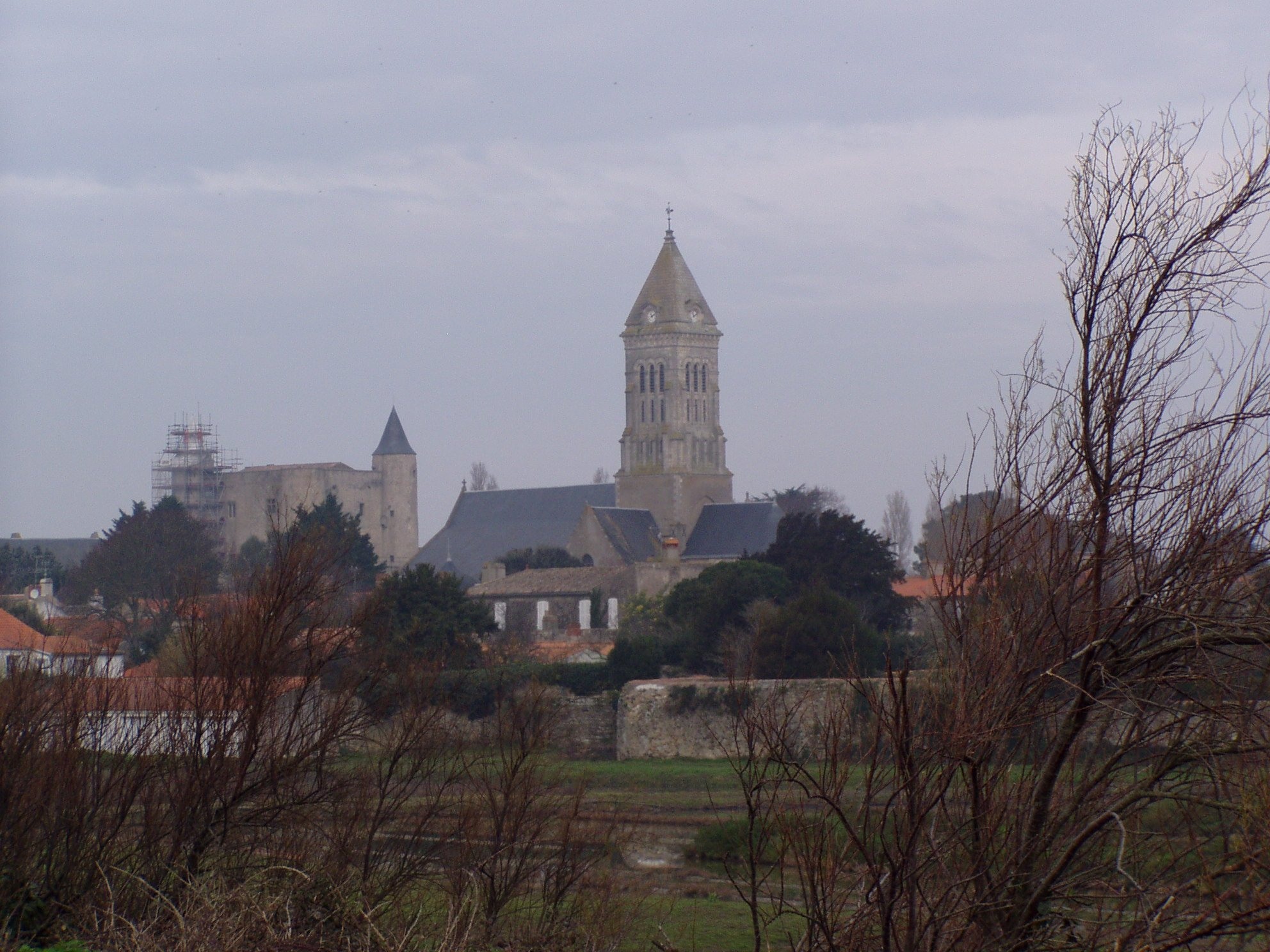
Vista el 2007 del lloc de les execucions de Banzeau, així com del castell i de l'església de Saint-Philbert de Noirmoutier.

Els presoners estan tancats a les esglésies de la ciutat. La capitulació no és respectada pels representants en missió que decideixen passar tota la guarnició per les armes malgrat un intent en va de Haxo per oposar-s'hi.{A 8}. El vespre de la presa de l'illa, van escriure al Comitè de Seguretat Pública: "una comissió militar, que acabem de crear, portarà justícia ràpida a tots aquests traïdors". Les execucions comencen el 4 de gener i es duen a terme majoritàriament en dos o tres dies. Només 70 homes de Notre-Dame-de-Monts aconsegueixen convèncer la comissió que van ser reclutats per la força i que s'estalvien de morir. Els presoners van ser agafats en grups de l'església de Saint-Philbert i portats a un lloc anomenat "la Vaca", al districte de Banzeau, on van ser afusellats separats. El carrer utilitzat pels condemnats s'anomenaria "carrer dels Màrtirs" molts anys després.

François Piet escriu a les seves memòries:
| « | <En el termini de dos dies, tots els suboficials i soldats van sucumbir al seu torn davant el plom mortal. Els van treure de l'església al nombre de seixanta a la vegada i es van col·locar en rosaris i es van portar al districte de Banzeau, a la vora del mar, allà, empesos endavant i sovint ferits abans d'haver rebut el cop mortal, van fer esforços inútils per evitar-ho. Van aparèixer a través del fum de la mosqueta com ombres ensangonades. Van caure sobre el fang, on van ser despullats i enterrats fins a una certa profunditat. Els republicans van conservar el nom del barri de la venjança en aquesta part de la ciutat durant algun temps.> | » |

 El 4 de gener, les tropes republicanes van començar a escorcollar l'illa i segons Turreau i Bourbotte es va detenir “un diluvi de sacerdots, dones d'emigrats” i molts líders. El dia 8, els representants en missió van anunciar al Comitè de Seguretat Pública la creació d'una comissió militar per jutjar aquests presoners. Es troba a l'hotel Jacobsen. La investigació és molt resumida, els jutges es conformen amb registrar la identitat dels captius i obtenir-ne informació diversa. Tinguy, Pineau du Pavillon, Dubois, Savin, Reigner i els diversos caps de la Vendée van ser afusellats en una cita impossible. Vuit eclesiàstics també formen part de les víctimes, inclòs René-Charles Lusson, vicari de Saint-Georges-de-Montaigu i capellà de l'exèrcit del centre.
Els republicans també descobreixen a Noirmoutier el tinent coronel Jean-Conrad Wieland, que comandava la guarnició republicana durant la presa de l'illa per Charette. Ràpidament es va trobar acusat de traïció, sobretot perquè una carta que havia dirigit al comandant Pineau du Pavillon indica que va mantenir bones relacions amb el personal realista durant l'ocupació dels vendesos de l'illa. Els representants en missió decideixen llavors executar Wieland, sense judici segons les memòries de Piet. {A 9.}

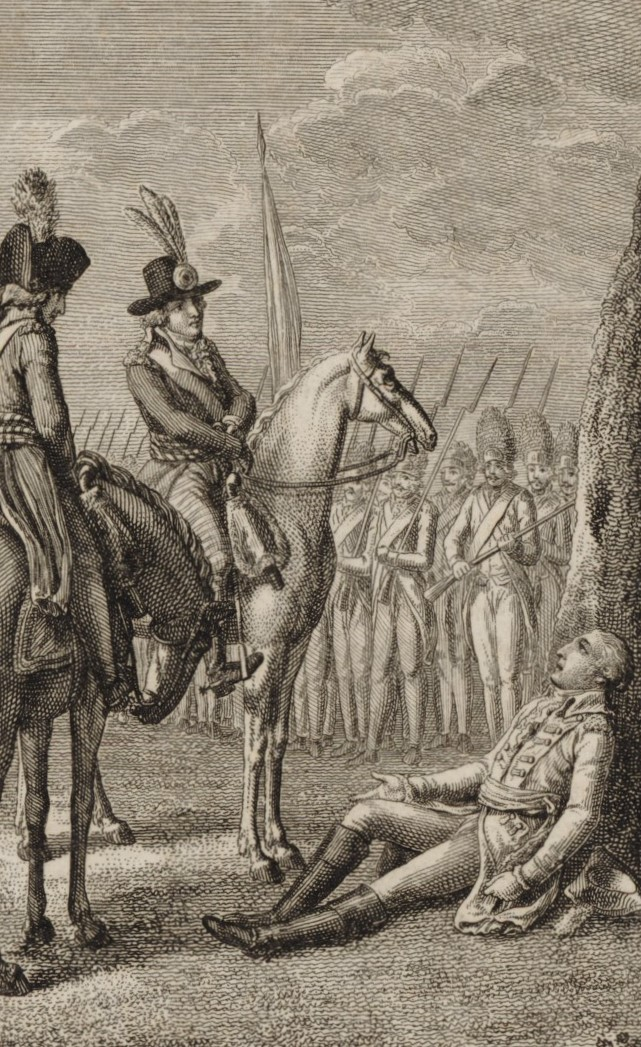
Delber's Generals der Vendeer, helden müthiger Tod, 1794-1799, Biblioteca Nacional de França. Estampa alemanya anònima que representa la mort del general Maurice d'Elbée de Vendée.

Maurice d'Elbée és interrogat pels representants en missió i pel general Turreau en una data incerta. Les actes del seu interrogatori són escrites per François Piet. L'ex generalíssim va ser executat entre el 6 i el 9 de gener. Incapaç de caminar, el van portar en una butaca fins a la plaça d'Armes, acompanyat de Pierre Duhoux d’Hauterive i Pierre Prosper Gouffier de Boisy. Jean-Conrad Wieland és el seu adjunt malgrat les negacions dels seus coacusats que intenten inútilment exonerar-lo. Els quatre homes estan lligats a pals i afussellats.{A 10}.
Algunes execucions encara van tenir lloc a les setmanes següents. El 29 de gener, l'esposa d'Elbée, Marguerite-Charlotte Duhoux d'Hauterive, i Victoire Élisabeth Mourain de L'Herbaudière, nata Jacobsen, van ser afusellades després de ser condemnades a mort per la comissió militar.
La majoria dels cossos estan enterrats a les dunes de Claire i prop de Vieil i Madeleine. D'altres, com el d'Elbée, van ser llançats al fossat del castell. Del 5 de gener al 25 d'abril, fins a 25 enterradors, dirigits pel ciutadà Honoré Aubert, que es va convertir en "responsable de la salut de l'aire", van ser emprats en la "recuperació de cadàvers".
El 1950, per iniciativa del pare Raimond, es va construir una capella anomenada Notre-Dame de la Pitié, o "Capella dels màrtirs", al lloc dels afusellaments de Banzeau.

## Destrucció a Barbâtre
El mateix vespre de la presa de l'illa, els representants de Prieur de la Marne, Turreau i Bourbotte van decidir canviar el nom de Noirmoutier per donar-li el nom d"illa de la muntanya". L'illa de Bouin es converteix en la "illa Marat". El 8 de gener van declarar els habitants de Barbâtre "traïdors a la Pàtria" i van ordenar la destrucció de totes les cases del poble, a excepció de les "específiques dels establiments públics i la defensa de la costa". Segons Piet, l'ordre de destrucció es realitza "només pel que fa a l'església i les cases que limiten amb la plana al costat est". En total, 87 cases van ser destruïdes i 200 a 300 habitants de Barbâtre van emigrar a Noirmoutier-en-l'Île. La població de Barbâtre va passar de 2.221 habitants el 1791 a 1.421 el 1804.

## Presó de Noirmoutier
Després de les baralles i les massacres de gener, Noirmoutier va viure un període de calma. Segons les memòries de François Piet: "Van passar uns mesos sense que res pertorbés la pau que gaudim. […] Una gran guarnició ens va deixar sense preocupar-nos de noves iniciatives per part dels vendeans. […] Les festes campestres, la música, les boles, van crear una desviació de les desgràcies passades, atordides per aquelles que es podria témer en el futur".
No obstant això, l'illa es va utilitzar llavors com a presó, on es van enviar presos de La Vendée, homes i dones, arrestats a la part continental. Es va establir una nova comissió militar a Noirmoutier a causa de la dissolució de les comissions de Sables-d'Olonne i Fontenay-le-Comte. Estava formada per Collinet, president, Simon, Foré i Tyroco, jutges, i François Piet, acusador. Del 5 de maig al 14 de juny de 1794, va pronunciar almenys 28 sentències de mort i un nombre important d'absolucions. Els condemnats van ser afusellats a les dunes situades entre el Vell i el Claire i enterrats allà. No obstant això, segons Piet, una cinquantena de presos enviats pel Comitè Revolucionari de les Arenes, amb prou feines desembarcats a la Càtedra, foren afusellats sense judici per ordre de Tiroc.{A 11}. Després d'un decret pres pels representants Bourbotte i Bô, la comissió Collinet és substituïda per membres de la comissió Angers, formada per Antoine Félix, president; Laporte, vicepresident; Obrumier i Goupil, jutges; i Hudoux, acusador - que va pronunciar 25 sentències de mort, 18 deportacions i 600 sentències absolutories del 17 de juny al 14 d'agost de 1794. Les darreres execucions a l'illa van tenir lloc el 3 d'agost a La Claire: 22 persones, incloses tretze dones, van ser afusellades allà. En total, almenys 1.300 persones van ser empresonades a Noirmoutier durant l'any 1794 i hi van morir entre 128 i 400.

## Conseqüències
El vespre del 3 de gener de 1794, just abans d'embarcar-se cap a Nantes, el general Louis-Marie Turreau va escriure de Noirmoutier al ministre de guerra Jean-Baptiste Bouchotte: "La guerra de la Vendée no és pas completament acabada, però ja no hauria de preocupar-nos." Per la seva banda, els representants de la missió Prieur de la Marne, Turreau i Bourbotte van escriure el mateix dia al Comitè de Seguretat Pública:
| « | <"La victòria és nostra. La represa de l'important port de Noirmoutier, que va ser l'últim atrinxerament i l'última esperança dels rebels de la Vendée, ens dona la seguretat que aquesta infame guerra aviat acabarà completament; priva els bandolers de tota comunicació per mar amb el pèrfid anglès; fa de la República amo d'un país fèrtil en subsistència”.> | » |

Articles principals: batalla de Saint-Fulgent (1794), batalla de Grasla i batalla del bosc del príncep.

La insurrecció de Vendée sembla llavors caducar. A Bas-Poitou, la columna de l'ajudant general Joba va aixafar els 3.000 homes de Charette i Joly a Saint-Fulgent el 10 de gener, i els va desallotjar l'endemà del bosc de Grasla. Ferit, Charette passa la resta de gener amagant-se amb uns quants centenars d'homes al convent de Val de Morière, després a Saligny i al bosc de Grasla. Al País de Retz, el general Haxo va derrotar les forces de La Cathelinière el 12 de gener, que s'havia refugiat al bosc de Princé. Ferit, La Cathelinière va ser capturat al febrer i executat al març. A Anjou, els pocs centenars d'homes reunits per Henri de La Rochejaquelein i Jean-Nicolas Stofflet van ser dispersats l'1 de gener a Cerqueux per les tropes del general Grignon.

La repressió es va intensificar a Vendée a principis de l'any 1794. L'11 de desembre de 1793, el representant en missió Jean-Baptiste Carrier havia escrit al Comitè de Seguretat Pública: 
| « | <"Tan aviat com em van arribar les notícies de la presa de Noirmoutier, Enviaré una ordre imperativa als generals Dutruy i Haxo de matar en els països insurrectes a tots els individus de tots els sexes que hi són, indistintament, i acabar de cremar-ho tot"> | » |

, A Nantes, el general Louis-Marie Turreau planeja una ofensiva general destinada a destruir les darreres bandes reialistes i calar foc a tot el territori insurgent. A mitjan gener, va posar en marxa les seves "columnes infernals".